# Бассано-Брешано
Бассано-Брешано (итал. Bassano Bresciano, ломб. Basà) — коммуна в Италии, в провинции Брешиа области Ломбардия.
Население составляет 1799 человек, плотность населения составляет 200 чел./км². Занимает площадь 9 км². Почтовый индекс — 25020. Телефонный код — 030.
Покровителем коммуны почитается святой архангел Михаил, празднование 29 сентября.